# Sturmiellina trinitatis
Sturmiellina trinitatis là một loài ruồi trong họ Tachinidae.